# Елагин, Андрей Сергеевич
Андре́й Серге́евич Ела́гин (16.9.1920, Уральск, Киргизская АССР, РСФСР — 2.8.1993, Алматы, Казахстан) — советский учёный-историк, доктор исторических наук (1970), профессор (1980).

## Биография
Родился в Уральске 16 сентября 1920 года.
В 1941 году окончил исторический факультет Уральского педагогического института, участник Великой Отечественной войны.
В 1945—48 годах — преподаватель Уральского педагогического института. В 1950—54 годах — учёный секретарь АН КазССР. В 1951 году защитил кандидатскую диссертацию на тему «Переход на мирную работу по восстановлению народного хозяйства в Западном Казахстане (1921—1925 гг.)».
С 1954 до конца жизни — старший научный сотрудник в Институте истории, археологии и этнографии АН КазССР. В 1970 году защищает докторскую диссертацию на тему «Социалистическое строительство в Казахстане в годы гражданской войны (1918—1920 гг.)».
Основные научные исследования посвящены истории Казахстана периода Октябрьской революции и Гражданской войны, истории возникновения и развития городов Казахстана. Участвовал в написании 4-го тома 5-томной «Истории Казахской ССР». В первые годы независимости исследовал историю казачества и казачьих войск в Казахстане, совместно с другими историками республики написал несколько научно-популярных статей, где выступил за сохранение территориальной целостности Казахстана, критиковал «идеи» пересмотра границ республики, выдвигаемые казачеством.
Скончался 2 августа 1993 года, похоронен на Центральном кладбище Алма-Аты.